# 中田昌宏
中田 昌宏（なかた よしひろ、1935年2月22日 - 2009年11月16日）は、兵庫県西宮市鳴尾出身のプロ野球選手（外野手、一塁手）。
現役時代は阪急ブレーブスに所属し、引退後も阪急のコーチ・代理監督・二軍監督を務めたほか、阪急の後身であるオリックスの編成部長・取締役等も歴任した。

## 経歴
鳴尾高校で投手として甲子園に2度出場。1951年の第23回選抜高等学校野球大会では1年上の野武貞次（法大－リッカー）との二本柱で勝ち進み、決勝に進出。決勝の対鳴門高戦で9回を投げ抜くが、1点リードして迎えた9回裏に味方のエラーで同点とされ、さらに自身の三塁牽制悪送球でサヨナラ負けを喫する。甲子園球場から徒歩2分のところにある鳴尾高の初の決勝進出とあって、球場を埋めつくした5万を越える観衆のほとんどが鳴尾高を応援していたが、この敗戦に一瞬で静寂に包まれた。この年の同校からは中田の他に、藤尾茂・鈴木武・山田清三郎の4人のプロ野球選手を輩出している。ちなみに、この甲子園決勝の試合を中田の母がスタンドで見守っていたが、サヨナラ負けでガックリ崩れ落ちる息子の姿を目にして「こんなに悲しむ息子の姿は二度と見たくない」と以来、中田がプロに入ってからも一度も球場には足を運ばなかったそうである。翌1952年の第24回選抜高等学校野球大会でもエースとして準決勝に進むが、またも鳴門高に敗退した。鳴門高には後に大学同期となる遊撃手の日野美澄がいた。
進学した慶應義塾大学で野手に転向。東京六大学野球リーグでは、1年下のエース林薫、2年生左腕の巽一を擁し1956年秋季リーグで優勝。同季は長嶋茂雄らを抑え首位打者を獲得した。リーグ通算66試合出場、198打数64安打、0本塁打、26打点、打率.323。1955年秋季リーグからベストナイン（一塁手）に3回連続選出されている。1955年の第2回アジア野球選手権大会日本代表（東京六大学リーグ選抜チーム）にも選ばれた。日野以外の大学同期に、後にプロでチームメートとなる衆樹資宏がいる。大学時代の愛称は「ゴジラ」。当時としては身長が高く、がっちりしていたため、大学在学時に公開されたばかりの怪獣映画からつけられたという。大学卒業時には、国鉄、阪神など多くの球団から誘われたが、実兄の勧めにより阪急入りを決断した。
1956年オフに、鳴り物入りで阪急ブレーブスに入団。1957年の開幕戦からスタメン5番打者として試合に出場。当時、一塁手には岡本健一郎が定着していたため、主に左翼手として起用される。その頃の阪急は、投手陣には左右の両エースとして米田哲也、梶本隆夫がいたものの、打線が弱く万年Ｂクラスのチームだった。特に長打力がなく、年間チーム本塁打が40本前後で、本塁打10本さえ打てる打者がいなかった。そのため大学では本塁打を1本も打っていないアベレージヒッターではあったが、身長177センチと当時としては大柄だった中田を球団を挙げて長距離砲へと育成。本人の入団時の目標は首位打者獲得であったが、当時の球団社長と監督に説得されて、しぶしぶ本塁打を狙うバッティングに変えた。同年は開幕からスタメンで起用されるも6本塁打に終わったが、2年目からは9年連続二桁本塁打を記録。デビューからおよそ12年間、主軸としてクリーンナップを任された。入団3年目の1959年には本塁打王の大毎・山内和弘にあと2本と迫る23本塁打を記録。そして入団5年目の1961年にはチーム本塁打が65本とリーグ最少のチームにあって、29本を放ち最多本塁打のタイトルを野村克也と共に分け合った。これは阪急ブレーブスの歴史では2リーグ分裂後初めての本塁打王だった。この年は、外野守備でも強肩を活かし15補殺を記録する。1964年5月31日の近鉄戦では、1イニング2本塁打のプロ野球記録も達成。通算サヨナラ安打12本は、野村克也20、広瀬叔功15、清原和博13に次いで藤井康雄、田中幸雄と並びパ・リーグ歴代4位、阪急～オリックスの生え抜き選手では藤井康雄と並び歴代1位と、ここぞという場面では勝負強い一面も持っていた。通算サヨナラ本塁打は4本。しかし、天性のホームラン打者ではなく、長打を打つには大きなスイングをする必要があったため三振も非常に多かった。1961年に記録したシーズン121三振は、1984年に西武ライオンズの秋山幸二に抜かれるまで、日本人の最多三振記録だった。復刻版のベースボールカードなどでのキャッチフレーズは「三振かホームラン」となっていた。
1967年には西本幸雄監督の下、主将として悲願のパ・リーグ初優勝を遂げる。同年は中堅手、右翼手として38試合に先発出場。また右の代打の切り札としても活躍し、過去最高の打率.282を記録し優勝に貢献した。同年の読売ジャイアンツとの日本シリーズでは第1戦に五番打者、右翼手として先発出場。その後は代打に回るが通算7打数1安打と活躍の場はなかった。チームがリーグ2連覇を果たした1968年限りで現役を引退。選手としての晩年、パワーの衰えを感じもう一度アベレージヒッターへの変貌を目指したが、すでに長距離砲のスイングが身に付いてしまっていて、簡単には変えられなかったという。
引退してすぐに西本監督の下で１軍打撃コーチに就任。新人だった福本豊、加藤秀司らを鍛え上げた。外野守備用のノックの名手としても阪急ブレーブス黄金時代を支えた。上田利治監督が率いたV4時代はヘッド兼打撃コーチ。その後、上田監督の休養中は、代理監督（1978年途中に4試合のみ）も務め、以後、二軍監督を１０年以上務め若手の育成に尽力。阪急ブレーブス一筋で32年に渡ってチームに在籍。2004年までブレーブス・ブルーウェーブOB会会長を務めた。
1989年チームが阪急からオリックスに変わるとフロント入りし編成部長に就任。初年度のドラフトでは野茂英雄を指名するも抽選で外し、佐藤和弘（パンチ佐藤）を獲得。以後は1990年に長谷川滋利・野村貴仁、1991年に田口壮・イチロー、1992年に小林宏・金田政彦、1993年に平井正史・三輪隆らの獲得に成功。それらの選手が順調に育ち、1995年・1996年にオリックスが「がんばろうKOBE」をキャッチフレーズに掲げ、パ・リーグ連覇を成し遂げる際の原動力となった。イチローの獲得に際しては、スカウトの三輪田勝利の報告を受けて自ら愛知県まで視察に行き、そのバッティングを高く評価して田口をはずした場合のはずれ1位候補に進言した（最終的に4位での指名となった）。以降、球団取締役等を歴任し2001年に定年退職するまでチームの新人獲得の最高責任者として屋台骨を支えた。退団後は2006年までJ SPORTSの野球解説者としてオリックスをネット裏から温かく見守っていたが、2007年以降は体調を崩し、出演していなかった。
2009年11月16日、心不全のため横浜の病院にて死去。74歳没。葬儀は出生地、兵庫県西宮市鳴尾の善教寺にて行われた。

## 指導者として
現役を引退してすぐ西本監督の下で一軍打撃コーチに就任した。新人時代の福本豊がキャンプの守備練習でバンザイを繰り返していたのを見た西本監督に「あいつの守備を一人前にしてやってくれ」と依頼された。前年現役を引退したばかりでスイングが強くノックの打球に勢いがあったからだ。肩書きは打撃コーチでありながら福本専用のノッカーとして速くて方向の判断が難しい（途中から伸びたり曲がったりする）打球のノックを毎日200本近く打って、練習をさせた。相手チームの打者の打球傾向を知るために相手チームの打撃練習の観察を義務づけたり、「中堅手の頭を越える打球なんてそうあるものじゃないんだから、なるべく前で守れ」と助言したことで、福本は日本プロ野球史に残るほどの外野守備の名手へと成長していった。もともとは打撃コーチであり、福本専用のノッカーだったが、福本に難しい打球を打つために毎年キャンプイン前に自主トレでノックの練習を積み、数年経ったときには、自分の思った場所の半径1m以内に思い通りのフライを打つことができるようになったという。その後、打撃コーチのまま、阪急の外野手全員にノックを打つようになり、福本だけでなく、大熊忠義やウイリアムス、簑田浩二、山森雅文らの名手を生む原動力になった。
また、福本豊や山田久志ら若く力のある選手に「オイ悪魔」という訓辞を語っていた。福本豊によると、これは「怒（おこ）るな、威張（いば）るな、焦（あせ）るな、腐（くさ）るな、迷（まよ）うな」を並べたものであった。また言葉の由来について中田からは「偉いお坊さんに聞いた話」と言われたと福本は記している。
イチローの獲得に際しては、担当スカウトだった三輪田とともにその才能を一目で見抜き、惚れ込んでいた。1991年の夏の終わり、三輪田スカウトから「おもしろい選手がいるから見て欲しい」と報告を受けて、編成部長だった中田がイチローの打撃練習を愛工大名電高のグラウンドで視察。1球たりとも芯を外さない、イチローのフリーバッティングを見て、「あんな選手見たことがない！」とその天才的打撃に惚れ込んだ。当時のスカウトによると「イチローの視察から帰ってきた中田さんは、普段はあんな風に選手を褒めない人が興奮して絶賛していた」と語っている。そのため、その年のドラフト会議では田口壮に次ぐ2位指名を編成会議で求めた。しかし、フロント入りしていた前監督・上田利治らは「線が細すぎる。プロでは無理だ」と萩原淳を推して侃々諤々の議論の末、萩原の2位指名が決まった。3位指名はオリックスが囲っていた本東洋で決まっていたため、ドラフト当日、オリックスのイチロー獲得は絶望的だった。しかし、同じくイチローを高く評価していた日本ハムと、地元中日が、いずれも4位までに指名しなかったため、オリックスはイチローを4位で指名することができた。

## 人物
「中田昌宏」と書いて「なかた よしひろ」と読むが、元来大らかな性格のため、「なかた まさひろ」と言われてもまったく否定もしなかった。そのせいで当時の野球資料にはルビに「まさひろ」と書かれたものが多く存在する。
大学時代、東京六大学野球の花形選手だったため、いつも満員の神宮球場で試合をしていた。新人の年、阪急の公式戦開幕の日、あまりの客の少なさに先輩選手に「まだオープン戦でしたっけ?」と聞いてしまったらしい。先輩選手曰く「これでもいつもよりは入っている」と言われ、初めて阪急の人気のなさに気づいたという。
毎年の契約更改では、評価だけ聞いたらすぐにハンコを押していた。金額交渉は一切せずに「それが球団の評価なんだから」と言っていたそうだ。奥さんには「もうちょっと交渉したら」と言われていたが、後年、中田が語ったところによると、「選手を引退したあとも６５歳までずっと球団が雇ってくれてるのは、お金でもめたことが一度もないからだと思う」と語っていた。

## 詳細情報

### 年度別打撃成績
| 年 度      | 球 団      | 試 合 | 打 席 | 打 数 | 得 点 | 安 打 | 二 塁 打 | 三 塁 打 | 本 塁 打 | 塁 打 | 打 点 | 盗 塁 | 盗 塁 死 | 犠 打 | 犠 飛 | 四 球 | 敬 遠 | 死 球 | 三 振 | 併 殺 打 | 打 率 | 出 塁 率 | 長 打 率 | O P S |
| ---------- | ---------- | ----- | ----- | ----- | ----- | ----- | -------- | -------- | -------- | ----- | ----- | ----- | -------- | ----- | ----- | ----- | ----- | ----- | ----- | -------- | ----- | -------- | -------- | ----- |
| 1957       | 阪急       | 111   | 347   | 308   | 27    | 71    | 10       | 3        | 6        | 105   | 33    | 11    | 7        | 0     | 2     | 36    | 0     | 1     | 66    | 7        | .231  | .313     | .341     | .654  |
| 1958       | 阪急       | 128   | 516   | 488   | 50    | 110   | 25       | 4        | 12       | 179   | 58    | 5     | 3        | 0     | 7     | 21    | 2     | 0     | 108   | 5        | .225  | .257     | .367     | .624  |
| 1959       | 阪急       | 131   | 514   | 464   | 54    | 118   | 18       | 3        | 23       | 211   | 75    | 2     | 2        | 0     | 7     | 41    | 0     | 2     | 97    | 8        | .254  | .318     | .455     | .772  |
| 1960       | 阪急       | 117   | 398   | 357   | 38    | 78    | 19       | 1        | 14       | 141   | 41    | 1     | 1        | 1     | 4     | 36    | 6     | 0     | 92    | 7        | .218  | .290     | .395     | .685  |
| 1961       | 阪急       | 138   | 569   | 513   | 62    | 122   | 25       | 4        | 29       | 242   | 74    | 2     | 5        | 0     | 2     | 53    | 2     | 1     | 121   | 8        | .238  | .310     | .472     | .782  |
| 1962       | 阪急       | 118   | 333   | 304   | 32    | 71    | 13       | 1        | 12       | 122   | 34    | 6     | 3        | 1     | 2     | 25    | 0     | 1     | 89    | 15       | .234  | .294     | .401     | .695  |
| 1963       | 阪急       | 147   | 536   | 489   | 57    | 113   | 12       | 2        | 22       | 195   | 61    | 8     | 6        | 2     | 5     | 38    | 2     | 2     | 83    | 11       | .231  | .289     | .399     | .688  |
| 1964       | 阪急       | 144   | 485   | 435   | 42    | 96    | 19       | 2        | 11       | 152   | 36    | 4     | 3        | 3     | 3     | 43    | 1     | 1     | 80    | 16       | .221  | .292     | .349     | .642  |
| 1965       | 阪急       | 122   | 324   | 288   | 30    | 64    | 12       | 1        | 11       | 111   | 36    | 1     | 2        | 2     | 3     | 31    | 1     | 0     | 72    | 10       | .222  | .298     | .385     | .683  |
| 1966       | 阪急       | 113   | 318   | 290   | 28    | 71    | 14       | 1        | 10       | 117   | 38    | 2     | 0        | 4     | 4     | 17    | 0     | 3     | 40    | 4        | .245  | .294     | .403     | .697  |
| 1967       | 阪急       | 112   | 238   | 216   | 21    | 61    | 5        | 1        | 4        | 80    | 37    | 2     | 3        | 0     | 4     | 18    | 0     | 0     | 31    | 7        | .282  | .338     | .370     | .708  |
| 1968       | 阪急       | 49    | 56    | 48    | 5     | 10    | 2        | 0        | 0        | 12    | 3     | 1     | 1        | 3     | 0     | 4     | 1     | 1     | 11    | 0        | .208  | .283     | .250     | .533  |
| 通算：12年 | 通算：12年 | 1430  | 4634  | 4200  | 446   | 985   | 174      | 23       | 154      | 1667  | 526   | 45    | 36       | 16    | 43    | 363   | 15    | 12    | 890   | 98       | .235  | .297     | .397     | .694  |

- 各年度の太字はリーグ最高

### 通算監督成績
- 4試合 3勝1敗0分 勝率.750

### タイトル
- 本塁打王：1回 （1961年）

### 記録
初記録
- 初出場・初先発出場：1957年3月30日、対東映フライヤーズ1回戦（阪急西宮球場）、5番・左翼手で先発出場
- 初安打・初打点：1957年3月31日、対東映フライヤーズ2回戦（阪急西宮球場）、6回裏に中野隆夫から適時打
- 初本塁打：1957年4月9日、対近鉄パールス1回戦（大阪スタヂアム）、6回表に榎原好から左越ソロ

節目の記録
- 100本塁打：1963年5月5日、対南海ホークス3回戦（阪急西宮球場）、2回裏に杉浦忠から左越先制ソロ ※史上29人目
- 1000試合出場：1964年8月12日、対近鉄バファローズ24回戦（阪急西宮球場）、6番・中堅手で先発出場 ※史上89人目
- 150本塁打：1966年9月13日、対近鉄バファローズ22回戦（日生球場）、8回表に伊藤幸男から左中間へソロ ※史上24人目

その他の記録
- 1イニング2本塁打：1964年5月31日、対近鉄バファローズ12回戦（阪急西宮球場）、7回裏先頭で山本重政から左越場外ソロ、2死1塁で山本重政から左越2ラン ※史上4人目[8]
- 通算サヨナラ安打：12本
- オールスターゲーム出場：1回 （1959年）

### 背番号
- 10 （1957年 - 1968年）
- 77 （1969年 - 1988年）